# Pouteria gabrielensis
Pouteria gabrielensis là một loài thực vật thuộc họ Sapotaceae. Loài này có ở Brasil, Colombia, và Venezuela.